# Giovanni Trapattoni
Giovanni Trapattoni (Cusano Milanino, 17 de març de 1939), és un entrenador i exfutbolista italià. Va ser l'entrenador la selecció de futbol d'Irlanda fins a setembre de 2013. Com a futbolista es desempenyorava en la posició de centrecampista defensiu, desenvolupant la major part de la seva carrera professional alMilà. És considerat el més reeixit entrenador italià a nivell de clubs de tots els temps havent conquerit, entre d'altres, deu títols de lliga en quatre països diferents. A més a més, amb la Juventus FC va aconseguir guanyar totes les competicions organitzades per la Unió Europea d'Associacions de Futbol (UEFA) i el Títol mundial d'interclubs, estant fins avui l'únic director tècnic en aconseguir-ho.

## Biografia

### Com a jugador
Va debutar com a jugador amb l'AC Milà als 18 anys, en un partit de copa. El seu debut en Sèrie A es va produir el 24 de gener de 1960, amb molt d'èxit com a defensa central.
A les files del Milà, on disputaria 284 partits durant 14 temporades, es va proclamar campió d'Europa el 1963 i el 1969, campió del Scudetto en altres dues (1962 i 1968), a més a més de ser Campió de la Copa Intercontinental, Campió de la Recopa d'Europa el 1968 i campió de la Copa d'Itàlia el 1967, alternant amb futbolistes com Gianni Rivera i Cesare Maldini.
Va jugar com a titular la final de la Copa d'Europa de 1963, que el Milan va guanyar contra el SL Benfica per 2 a 1 a l'estadi de Wembley a Londres, i que representà la primera victòria italiana en la competició.
Es va retirar com a futbolista després de defensar el Varese.
El seu debut amb la selecció italiana es va produir el 10 de desembre de 1960, en un partit Itàlia-Àustria (1-2) a Nàpols. Va marcar el seu únic gol en la Squadra Azzurra, en 17 partits disputades, a Viena davant la selecció de futbol d'Àustria el 1963. Va jugar el seu últim partit com a internacional el 5 de desembre de 1964 a Bolonya, en un Itàlia-Dinamarca (3-1).
Es va retirar de la pràctica professional com a futbolista, amb 33 anys el 1972, en les files del Varese, club al qual havia arribat un any abans.

### Com a entrenador
Com a director tècnic, funció que va exercir des de 1973, es va caracteritzar pel seu estil tàctic, conservador del catenaccio, basat en un atac implacable recolzat en una defensa de ferro, com havia declarat en diverses entrevistes, guanyant títols en quasi tots els clubs que va dirigir -al punt de ser considerat llegenda vivent del Calcio-. Va destacar nítidament el seu pas per la Juventus de Torí, club on va romandre durant una dècada, i que conformaria des de 1976 la base de la selecció campiona mundial amb Itàlia el 1982 i conqueriria tots els títols possibles a nivell de clubs entre la segona meitat de la dècada dels 70 i la primera meitat dels 80. Posteriorment va passar a l'Inter de Milà, on també guanyaria diversos títols; i tres anys més tard va tornar a la Juventus de Torí. També va dirigir en dues etapes al Bayern de Múnic -estant a la segona d'elles on va obtenir èxits-, al Calcio, -que va ser 10è a la temporada 1995-96 i va classificar la Fiorentina per a la Lliga de Campions de la UEFA.
Va tenir un pas polèmic per la selecció del seu país entre l'any 2000 i el 2004, on el bon joc no va acabar de quallar, i el conjunt azzurro va ser eliminat de forma prematura i controvertida al Mundial 2002 i a l'Eurocopa 2004. A la temporada 2004/05 es va fer càrrec del SL Benfica, i a la 2005-2006 va treballar com a tècnic del VfB Stuttgart de la Bundesliga alemanya. L'estiu de 2006, es va comprometre com a mànager del Red Bull Salzburg.
Al febrer de 2008, va anunciar que es faria el càrrec de la selecció d'Irlanda al maig del mateix any, per preparar les eliminatòries classificadores per a la Copa del Món de futbol de 2010 de Sud-àfrica. Tanmateix, es va quedar fora, a les mans de França eàn la repesca després de caure 1-0 a Dublín i empatar a la pròrroga a Saint-Denis amb un gol de William Gallas després d'una mà de Thierry Henry. Però sí que va aconseguir la classificació a Polònia i Ucraïna 2012 després de vèncer en la repesca a Estònia guanyant 4-0 de visitant i empatant 1-1 de local. En el mencionat torneig va ser eliminat en la primera fase. L'11 de setembre de 2013, va deixar el càrrec de seleccionador d'Irlanda, després de no poder portar la selecció britànica al Mundial de Brasil.

## Palmarès

### Campions nacionals
| Títol         | Club    | País   | Any  |
| ------------- | ------- | ------ | ---- |
| Sèrie A       | AC Milà | Itàlia | 1962 |
| Copa d'Itàlia | AC Milà | Itàlia | 1967 |
| Sèrie A       | AC Milà | Itàlia | 1968 |

### Campions internacionals
| Títol                 | Club    | País   | Any  |
| --------------------- | ------- | ------ | ---- |
| Copa d'Europa         | AC Milà | Itàlia | 1963 |
| Recopa d'Europa       | AC Milà | Itàlia | 1968 |
| Copa d'Europa         | AC Milà | Itàlia | 1969 |
| Copa Intercontinental | AC Milà | Itàlia | 1969 |

### Com entrenador
Un dels entrenadors més reeixits de la història del futbol, Giovanni Trapattoni és, juntament amb l'austríac Ernst Happel i el portuguès José Mourinho, els únics entrenadors en el món que ha conquerit campionats nacionals de lliga (deu) a quatre països diferents (Itàlia, Alemanya, Portugal i Àustria), i actualment, és el quart entrenador en el món -segon a Europa- amb el més major nombre de títols internacionals conquerits a nivell de clubs -set títols sobre vuit finals, la major part d'ells durant el seu cicle a la Juventus FC-. Juntament amb l'alemany Udo Lattek és l'únic entrenador en haver conquerit les tres principals competicions europees. Trapattoni és a més a més, l'únic entrenador que ha conquerit totes les competicions internacionals de clubs (fita aconseguida amb la Vecchia Signora) i el que major nombre de títols ha aconseguit a la Copa de la UEFA, (tres).

### Campionats estatals
| Títol                       | Club               | País     | Any  |
| --------------------------- | ------------------ | -------- | ---- |
| Sèrie A                     | Juventus FC        | Itàlia   | 1977 |
| Sèrie A                     | Juventus FC        | Itàlia   | 1978 |
| Copa de Italia              | Juventus FC        | Itàlia   | 1979 |
| Sèrie A                     | Juventus FC        | Itàlia   | 1981 |
| Sèrie A                     | Juventus FC        | Itàlia   | 1982 |
| Copa de Italia              | Juventus FC        | Itàlia   | 1983 |
| Sèrie A                     | Juventus FC        | Itàlia   | 1984 |
| Sèrie A                     | Juventus FC        | Itàlia   | 1986 |
| Sèrie A                     | Inter de Milà      | Itàlia   | 1989 |
| Supercopa d'Itàlia          | Inter de Milà      | Itàlia   | 1989 |
| Bundesliga                  | FC Bayern de Múnic | Alemanya | 1997 |
| Copa de la Lliga d'Alemanya | FC Bayern de Múnic | Alemanya | 1997 |
| Copa d'Alemanya             | FC Bayern de Múnic | Alemanya | 1998 |
| Primera divisió de Portugal | SL Benfica         | Portugal | 2005 |
| Bundesliga d'Àustria        | Red Bull Salzburg  | Àustria  | 2007 |

### Campionats internacionals
| Títol                 | Club               | País    | Any  |
| --------------------- | ------------------ | ------- | ---- |
| Copa de la UEFA       | Juventus FC        | Itàlia  | 1977 |
| Recopa d'Europa       | Juventus FC        | Itàlia  | 1984 |
| Supercopa d'Europa    | Juventus FC        | Itàlia  | 1984 |
| Copa d'Europa         | Juventus FC        | Itàlia  | 1985 |
| Copa Intercontinental | Juventus FC        | Itàlia  | 1985 |
| Copa de la UEFA       | Inter de Milà      | Itàlia  | 1991 |
| Copa de la UEFA       | Juventus FC        | Itàlia  | 1993 |
| Copa de Nacions       | Selecció d'Irlanda | Irlanda | 2011 |